# مرد سیاه‌پوش (ترانه)
مرد سیاهپوش یک آهنگ اعتراضی است که توسط جانی کش و دربارهٔ خودش خوانده شده‌است؛ و در سال ۱۹۷۱ در آلبومی به همین نام منتشر شد. کش را با عنوان مرد سیاه پوش به خاطر سبک متمایز پوشش خود در روی صحنه می‌شناسند. اشعار توضیح بعد از واقعه این هستند و کل آن به عنوان یک بیانیه اعتراضی با جملاتی مانند این:
من سیاه می‌پوشم به خاطر فقرا و بیچارگان، که در محله‌های فقیر بدون هیچ امیدی زندگی می‌کنند.
من سیاه می‌پوشم برای زندانی که مدت زمان زیادی را برای جرم خود می‌پردازد، اما هنوز آنجاست چون او قربانی زمان است.
در مقدمه اولین اجرای این آهنگش، جانی کش فاش کرد که با بعضی از اعضای دانشگاه وندربیلت صحبت کرده و الهام گرفته تا «مرد سیاه پوش» را بنویسد؛ و چندین بار قبل از کنسرت آن را اصلاح کرده‌است. پایان آهنگ او با تشویق و تحسین حضار همراه بوده‌است.